# 加拉西米夫卡 (卡利尼夫卡區)
49°32′31″N 28°42′50″E / 49.54194°N 28.71389°E
加拉西米夫卡（烏克蘭語：Гарасимівка），是烏克蘭的村落，位於該國西南部文尼察州，由赫米利尼克區負責管轄，面積0.42平方公里，海拔高度288米，2001年人口24，人口密度每平方公里57.42人。